# Бартон, Жаклин
Жаклин Бартон (англ. Jacqueline K.(Kapelman) Barton; род. 7 мая 1952, Нью-Йорк) — американский химик. Труды в основном посвящены биохимии и биофизике. Получила известность как исследователь химических и физических свойств ДНК. Член Национальной академии наук США (2002) и Американского философского общества (2000). Лауреат многих престижных премий, удостоена Национальной научной медали (2010).
Окончила Барнард-колледж (бакалавр, 1974). В 1979 году получила степень доктора философии в Колумбийском университете. С 1989 года работает в Калифорнийском технологическом институте.
Член Американской академии искусств и наук (1991). Вице-президент Американского философского общества на 2021-2024 гг.
Супруга Питера Дервана.

## Награды и отличия
- 1985 — Премия Алана Уотермана
- 1987 — Eli Lilly Award in Biological Chemistry[англ.]
- 1988 — ACS Award in Pure Chemistry[англ.]
- 1991 — Стипендия Мак-Артура[4]
- 1991 — Leo Hendrik Baekeland Award[нем.]
- 1992 — Agnes Fay Morgan Research Award[англ.], ΙΣΠ
- 1992 — Медаль Гарвана-Олина[англ.]
- 1994 — Премия Толмена[англ.]
- 1996 — Золотая медаль Пауля Каррера[англ.]
- 1997 — Медаль Уильяма Г. Николса[нем.]
- 1998 — Weizmann Women & Science Award[англ.]
- 2006 — Премия Уилларда Гиббса
- 2007 — Премия Лайнуса Полинга
- 2007 — Медаль Ф. А. Коттона[нем.]
- 2010 — Национальная научная медаль в номинации «Химия»[5][6]
- 2015 — Золотая медаль Американского института химиков[англ.], его высшая награда
- 2015 — Медаль Пристли, высшее отличие Американского химического общества
- 2018 — Премия столетия, Королевское химическое общество
- NAS Award in Chemical Sciences[англ.] (2019)